# Paepalanthus plantagineus
Paepalanthus plantagineus är en gräsväxtart som först beskrevs av August Gustav Heinrich von Bongard, och fick sitt nu gällande namn av Friedrich August Körnicke. Paepalanthus plantagineus ingår i släktet Paepalanthus och familjen Eriocaulaceae. Inga underarter finns listade i Catalogue of Life.